# Gatões
Gatões ist eine Ortschaft und ehemalige Gemeinde in Portugal.

## Geschichte
Erstmals wird der Ort als Gatones im sechsten Jahrhundert n. Chr. erwähnt. Im 18. Jahrhundert war Gatões die Sammelbezeichnung für einige kleinere Ortschaften innerhalb der Gemeinde Seixo (heute Seixo de Gatões), bevor es 1936 durch Abspaltung eine eigenständige Gemeinde wurde.
Im Zuge der kommunalen Neuordnung Portugals wurde die Gemeinde Gatões am 29. September 2013 aufgelöst und mit Montemor-o-Velho zusammengeschlossen.

## Verwaltung
Bis 2013 war Gatões eine Gemeinde (Freguesia) im portugiesischen Kreis Montemor-o-Velho. Am 30. Juni 2011 hatte die Gemeinde 522 Einwohner auf einer Fläche von 5,6 km².
Folgende Ortschaften gehörten zur ehemaligen Gemeinde:
- Casal do Jagaz
- Casal de Nossa Senhora
- Casal de S. João
- Gatões
- São Jorge
- Serrinha
- Vale Grande

Am 29. September 2013 wurde die Gemeinde aufgelöst und mit Montemor-o-Velho zur União das Freguesias de Montemor-o-Velho e Gatões zusammengefasst. Sitz der neuen Gemeinde wurde Montemor-o-Velho, jedoch blieb die Gemeindeverwaltung in Gatões als Bürgerbüro vor Ort bestehen.